# Alabat (Quezon)
Alabat is een gemeente in de Filipijnse provincie Quezon op het gelijknamige eiland Alabat. Bij de laatste census in 2010 telde de gemeente ruim 16 duizend inwoners.

## Geografie

### Bestuurlijke indeling
Alabat is onderverdeeld in de volgende 19 barangays:
| - Angeles - Bacong - Balungay - Barangay 1 - Barangay 2 - Barangay 3 - Barangay 4 - Barangay 5 - Buenavista - Caglate | - Camagong - Gordon - Pambilan Norte - Pambilan Sur - Villa Esperanza - Villa Jesus Este - Villa Jesus Weste - Villa Norte - Villa Victoria |

## Demografie
Alabat had bij de census van 2010 een inwoneraantal van 16.120 mensen. Dit waren 1.331 mensen (9,0%) meer dan bij de vorige census van 2007. Ten opzichte van de census van 2000 was het aantal inwoners gegroeid met 1.916 mensen (13,5%). De gemiddelde jaarlijkse groei in die periode kwam daarmee uit op 1,27%, hetgeen lager was dan het landelijk jaarlijks gemiddelde over deze periode (1,90%).

De bevolkingsdichtheid van Alabat was ten tijde van de laatste census, met 16.120 inwoners op 57,61 km², 279,8 mensen per km².